# Esdeveniment de Cando
L'Esdeveniment de Cando o Succés de Cando es refereix a una suposada explosió ocorreguda al poble gallec de Cando (Outes, Espanya), el matí del 18 de gener de 1994. Els testimonis asseguren haver observat una bola de foc solcant el cel durant més d'un minut. Atès l'apartat i agrest de la zona, inicialment no es va localitzar el lloc suposat de l'impacte. Dos dies després, el departament d'astronomia de la Universitat de Santiago de Compostela inicià una investigació sobre els fets, encapçalada pels doctors José Ángel Docobo i Vakhtang T. Arzakanian. Dos mesos després, l'abril de 1994, es fa pública una possible zona d'impacte: «Un cràter de 25 metres de diàmetre per 1,5 de profunditat. Pins de més de 20 metres d'alçada havien estat desplaçats a uns 60 metres de distància, suggerint un gran impacte. Tot aquest conjunt es trobava a uns 300 metres d'un nucli de població i a uns 75 metres de la casa més propera». La versió divulgada com a oficial va ser formulada inicialment per Zdeněk Ceplecha de l'Observatori de Ondejov (República Txeca), col·laborador a la investigació original. Segons aquest l'incident va poder haver estat ocasionat per una bombolla de gas subterrani que va emergir fins a la superfície en una erupció sobtada, deguda probablement a un esllavissament de terres. La ràpida acció convectiva hauria ocasionat una separació de la càrrega elèctrica suficient com per provocar una espurna i incendiar el gas.